# Calyptis
Calyptis is een geslacht van vlinders van de familie spinneruilen (Erebidae), uit de onderfamilie Catocalinae.

## Soorten
- C. idonea Stoll, 1780
- C. iter Guenée, 1852
- C. semicuprea Walker, 1857